# Cao Albuquerque
Antonio Carlos Lins de Albuquerque Júnior, conhecido como Cao Albuquerque, nasceu em 21 de abril de 1959, no bairro Rio Vermelho, em Salvador, mas foi criado em Porto da Barra, também na Bahia.é um Figurinista da Globo e Ficou conhecido com o Trabalho Armação Ilimitada o Seriado da Globo.

## Carreira
Cao Albuquerque se mudou para o Rio de Janeiro aos 19 anos, e começou a trabalhar como vendedor em lojas de roupas. Em seguida, conseguiu um emprego com Sônia Tomé, hoje figurinista da Globo, na época dona da confecção de roupas Diabólica. Naquele tempo, Cao morava com a cantora Marina Lima, que estava em início de carreira. Amigo de Caetano Veloso desde quando morava na Bahia, foi convidado pelo cantor para fazer os figurinos de seu show Velô, apresentado em 1984. Acabou chamando a atenção do cantor Cazuza, que ia montar a banda Barão Vermelho, e de Ezequiel Neves, amigo e produtor da banda, que convidou o figurinista para criar o visual dos integrantes do grupo.
A atriz e escritora Patricya Travassos, que, na época, participava da equipe de roteiristas do seriado Armação Ilimitada (1985), assistiu ao show do Barão Vermelho e comentou sobre o trabalho de Cao Albuquerque com o diretor Guel Arraes, que estava em busca de profissionais com linguagens novas para trabalhar no seriado. Armação Ilimitada revolucionaria a estética televisiva, ousando nas experimentações de linguagem de câmera e edição, por exemplo. O figurinista gosta de dizer, aliás, que aprendeu a fazer figurinos para a TV no corpo da atriz Andréa Beltrão, intérprete da personagem Zelda Scott no seriado.
Dali em diante, Cao Albuquerque seguiu na equipe de Guel Arraes, trabalhando em programas que, de alguma forma, estavam sempre ligados ao humor – como o humorístico TV Pirata (1988), cuja criação dos figurinos dividiu com o figurinista Billy Acioly. Após três anos, tempo de duração do programa, ele passou a vestir Regina Casé e Luiz Fernando Guimarães no Programa Legal (1991), acumulando a experiência com a criação dos figurinos de outro humorístico, o Casseta & Planeta, Urgente! (1992).
No ano de 1993, ainda sob a direção de núcleo de Guel Arraes, Cao Albuquerque assinou os figurinos da série Brasil Especial, adaptação de textos da literatura brasileira como O Mambembe, Lisbela e o Prisioneiro, O Alienista e O Coronel e o Lobisomem, entre outros. Foi ali que, segundo ele, aprendeu a fazer “época”. Depois, trabalhou em Brasil Legal (1994), programa em que Regina Casé viajava pelo país mostrando lugares e pessoas anônimas interessantes. Cao Albuquerque foi figurinista da premiada série A Comédia da Vida Privada, que estreou em 1995 e ficou no ar por dois anos. Também fez os figurinos de Andréa Beltrão para o quadro Garota TPM, do humorístico Zorra Total (1999).
No final da década de 1990, Cao Albuquerque estreou nas minisséries. Assinou os figurinos de Dona Flor e Seus Dois Maridos (1998), adaptada por Dias Gomes do original de Jorge Amado, e de O Auto da Compadecida (1999), escrita por Guel Arraes, João Falcão e Adriana Falcão com base na obra homônima de Ariano Suassuna. Nessa produção, um dos destaques foi o visual da Nossa Senhora interpretada por Fernanda Montenegro. Em seguida, trabalhou ao lado da figurinista Emilia Duncan em A Muralha (2000), adaptação de Maria Adelaide Amaral do romance de mesmo nome de Dinah Silveira de Queiroz que retratou a saga dos bandeirantes no desbravamento do território brasileiro, no século XVIII.
Cao fez, ainda, a microssérie A Invenção do Brasil (2000), de Guel Arraes e Jorge Furtado, realizada em alta definição e posteriormente exibida no cinema com o título de Caramuru – A Invenção do Brasil (2001), como já ocorrera com O Auto da Compadecida, que havia sido exibida nas salas de cinema, em 2000, com grande sucesso. Nessa microssérie, criou roupas feitas de folhas siliconadas para as índias interpretadas por Deborah Secco e Camila Pitanga, além de inspirar-se no cineasta italiano Federico Fellini para fazer os vestidos usados por Débora Bloch, com joelhos de fora e grandes caudas. Sua estreia em novelas foi em As Filhas da Mãe (2001), de Silvio de Abreu, em parceria com a figurinista Helena Brício, e cujo visual da personagem transexual vivida por Claudia Raia teve grande repercussão. Foi montado um ateliê para fazer as roupas alternativas da estilista, que mesclavam materiais orgânicos como folhas e casca moída de pirarucu.
Um dos maiores sucessos de Cao Albuquerque é o humorístico A Grande Família (2001), cujos figurinos ele assumiu a partir do segundo ano do programa. Na série, Cao veste os personagens fazendo uma mistura de estilos que remonta aos anos 1950, 1960, 1970 e 1980, com uso de muitas cores e estampas. O figurino do genro Agostinho, interpretado por Pedro Cardoso, por exemplo, é uma reedição do visual masculino da década de 1970, em que sobressaem camisas de colarinho duro, calças xadrez e sapatos no estilo cavalo-de-aço. Já a cabeleireira Marilda, vivida por Andréa Beltrão, fez sucesso com roupas e acessórios espalhafatosos. Em 2007, Cao trabalhou no humorístico Sob Nova Direção. No ano seguinte, nas séries Ó Paí Ó e Aline. Em 2013, assinou o figurino da minissérie O Canto da Sereia, baseada no romance de Nelson Motta.
Um outro trabalho que destacou a criatividade de Cao foi Amorteamo, uma obra de Cláudio Paiva, Guel Arraes e Newton Moreno, com direção-geral de Flavia Lacerda, exibida em 2015. O figurino exótico abusou de peças customizadas como vestidos, calças e chapéus. Foram produzidas 560 peças no Projac. Envelhecimento de texturas em adereços e acessórios, como bijouterias modernas e exuberantes foram trabalhadas pela equipe do figurinista Cao Albuquerque para ganhar um aspecto de peças de época.
Para o cinema, ele fez os figurinos dos filmes Abril Despedaçado (2001), de Walter Salles, Irma Vap – O Retorno (2006), de Carla Camurati, A Grande Família (2007), de Maurício Farias, e Romance (2008).

## Vida Pessoal
Filho de Antonio Carlos Lins de Albuquerque, dono de cartório, e de Maria Magalhães Lins de Albuquerque, dona-de-casa, fez cursos incompletos de administração, secretariado executivo e arquitetura, até desistir da universidade para estudar desenho.

## Trabalho na Tv

### Novelas
| Ano  | Titulo           |
| ---- | ---------------- |
| 1994 | A Viagem         |
| 2001 | As Filhas da Mãe |

## Minisséries & Seriados
| Ano  | Titulo                        |
| ---- | ----------------------------- |
| 1985 | Armação Ilimitada             |
| 1998 | Dona Flor e Seus Dois Maridos |
| 1999 | O Auto da Compadecida         |
| 2000 | A Muralha                     |
| 2000 | A Invenção do Brasil          |
| 2008 | Ó Pai, Ó                      |
| 2008 | Aline                         |
| 2013 | O Canto da Sereia             |
| 2015 | Amorteamo                     |
| 2016 | Nada Será Como Antes          |
| 2017 | A Fórmula                     |

## Humor
| Ano  | Titulo                      |
| ---- | --------------------------- |
| 1988 | Tv Pirata                   |
| 1992 | Casseta & Planeta, Urgente! |
| 1991 | Programa Legal              |
| 1999 | Zorra Total                 |
| 2001 | A Grande Familia            |
| 2007 | Sob Nova Direção            |

## InfantoJuvenis
| Ano  | Titulo     |
| ---- | ---------- |
| 1993 | Tv Colosso |

## Diversos
| Ano  | Titulo                    |
| ---- | ------------------------- |
| 1993 | O Mambembe                |
| 1993 | O Alienista               |
| 1993 | Lisbela e o Prisioneiro   |
| 1994 | O Coronel e o Lobisomem   |
| 1995 | A Comédia da Vida Privada |

## Cinema
| Ano  | Titulo               |
| ---- | -------------------- |
| 2001 | Abril Despedaçado    |
| 2006 | Irma Vap - O Retorno |
| 2007 | A Grande Familia     |
| 2008 | Romance              |

## Auditório & Variedades
| Ano  | Titulo       |
| ---- | ------------ |
| 1994 | Brasil Legal |

## Referência
1. Epipoca.http://www.epipoca.com.br/gente/filmografia/131219/cao-albuquerque
2. http://oglobo.globo.com/cultura/figurinista-de-grande-familia-explica-como-compoe-visual-de-cada-personagem-3615143
3. http://www.museudatv.com.br/biografias/Cao%20Albuquerque.htm
4. irdeb.http://www.irdeb.ba.gov.br/tve/catalogo/media/view/1908
5. imagemfashion.https://imagemfashion.wordpress.com/2010/06/18/o-figurinista-cao-albuquerque-convidado-especial/
6. memoriaglobo.http://memoriaglobo.globo.com/mobile/perfis/talentos/cao-albuquerque/trajetoria.htm
7. facebook.https://pt-br.facebook.com/media/set/?set=a.192136920799641.55910.190752977604702&type=1